# Andrej Michnevitj
Andrej Michnevitj (belarusiska: Андрэй Анатолевіч Міхневіч, Andrej Anatolevitj Michnevitj) född 12 juli 1976 i Babrujsk i Vitryska SSR i Sovjetunionen, är en belarusisk före detta kulstötare. Han är gift med Natalia Michnevitj.   
Michnevitj deltog vid VM i Sevilla 1999 där han blev utslagen i kvalet. Året efter deltog han vid Olympiska sommarspelen 2000 i Sydney där han slutade på en nionde plats.
Michnevitj åkte fast för doping den 7 augusti 2001 och fick två års avstängning. Bara 17 dagar efter comebacken vann han guld i VM i friidrott 2003 med sin stöt på 21,69 meter som var ett nytt personbästa. Hans bästa placering året därpå var femma vid Olympiska spelen i Athen. Under 2006 blev han först silvermedaljör vid inomhus VM i Moskva och senare blev han tåva vid EM i friidrott 2006 med en stöt på 21,11 meter. Vid VM 2007 i Osaka slutade Michnevitj trea. 
Under 2008 inledde han året med att bli fyra vid inomhus VM i Valencia och vid Olympiska sommarspelen 2008 slutade han på tredje plats.
Den 31 juli 2013 meddelade Internationella friidrottsförbundet att Michnevitj har fått livstids avstängning på grund av doping. Bakgrunden var resultaten av omtestning av prover lämnade vid VM 2005. Samtidigt meddelades att alla Michnevitjs resultat vid VM och EM från och med augusti 2005 ströks.

## Personligt rekord
- 22,00 meter utomhus från 2008
- 21,37 meter inomhus från 2006